# Дёнюм
Дёнюм (тур. dönüm), дюнюм или дунам (ивр. דונם‎), дулум (босн. dulum), — поземельная метрическая единица измерения площади в Турции, Ливане, Израиле и Иордании. 1 дёнюм равен 0,1 гектара, 10 арам или 1000 квадратных метров. Соответствует декару (10 аров) и греческой стремме.
Служит в быту для обозначения площади земельных участков также в некоторых других странах и на территориях, находившихся в прошлом под властью Османской империи: в Ираке, Ливии, Сирии, а также в странах бывшей Югославии.
Во времена Османской империи и в ранние годы британского мандата (до февраля 1928 года), в Израиле, Иордании, Ливане, Сирии, Турции дёнюм был равен 919,3 м².
В Турецкой Республике Северного Кипра 1 дёнюм = 4 эвлек (тур. evlek) = 14400 квадратных футов = 1337,8 м²: неофициально введён турецкой гражданской администрацией во второй половине 1970-х годов. В Республике Кипр дёнюм также используется (например, в статье 16 Закона о компаниях Республики Кипр).

## Соотношение с другими единицами площади
1 дёнюм равен:
- 1000 квадратных метров (м²)
- 0,001 квадратного километра (км²)
- 0,1 гектара (га)
- 10 арам (а)
- 100 000 квадратным дециметрам (дм²)
- 10 000 000 квадратных сантиметров (см²)
- 1195,99 квадратного ярда (ярд²)
- 10 763,91 квадратного фута (фут²)
- 1 550 003 квадратных дюймов (дюйм²)
- 0,2471 акра